# Miroslav Slepička
Miroslav Slepička (* 10. listopadu 1981, Příbram, Československo) je bývalý český fotbalový útočník a reprezentant.
Mimo ČR působil na klubové úrovni v Chorvatsku, Německu a Indii. V dresu české fotbalové reprezentace odehrál dva kvalifikační zápasy (gól nevstřelil), oba v roce 2008.
V listopadu 2016 absolvoval svůj první zápas v bojovém sportu MMA.

## Klubová kariéra
Příbramský odchovanec na sebe upozornil zejména v juniorských reprezentačních výběrech včetně výběru do 21 let. Na jaře 2002 přestoupil do Liberce a v létě 2005 po něm sáhla Sparta. K týmu se připojil 6. července 2005. Od srpna 2008 byl členem širšího kádru seniorského reprezentačního týmu.. V roce 2008 odešel do chorvatského klubu Dinamo Záhřeb a po 2½ letech odešel na hostování do německého druholigového SpVgg Greuther Fürth.
V létě 2011 se vrátil do Sparty Praha. V sezóně 2011/12 zasáhl v Gambrinus lize do 12 zápasů a vstřelil jeden gól (24. října 2011 proti domácím Teplicím, zajistil tak Spartě výhru 1:0). Poslední zápas v Gambrinus lize absolvoval 6. května 2012 proti Bohemians 1905 (výhra 1:0). Poté byl přeřazen do B-týmu. Měl i zdravotní problémy s kolenem. V zimní ligové přestávce sezony 2013/14 se připravoval s 1. FK Příbram, klubem ze svého rodiště, kam následně přestoupil.
V létě 2014 odešel do nově zformované indické ligy Indian Super League, kde byl draftován klubem FC Goa z 1. kola.
S týmem skončil na konci ročníku 2014 v semifinále (vyřazení pozdějším vítězem, týmem Atlético de Kolkata v penaltovém rozstřelu po dvou nerozhodných výsledcích 0:0), avšak společně se Španělem Sergio Contrerasem Pardem alias Kokem ovládl statistiku nejlépe přihrávajících fotbalistů ISL (celkem 4 přihrávky) a s pěti vstřelenými góly skončil na děleném druhém místě mezi nejlepšími kanonýry ISL.
V lednu 2015 přijal půlroční angažmá v třetiligovém českém klubu FC Písek, kde bojoval s týmem o udržení ligové příslušnosti (o záchranu). V létě 2015 přestoupil do druholigového mužstva FC MAS Táborsko, působil zde do konce roku. Následně hrál I.A třídu Středočeského kraje za Podlesí. V létě 2017 se opět ozval FC Písek a Miroslav Slepička se začal připravovat na Českou fotbalovou ligu (3. patro českých ligových soutěží).
Na konci ledna 2018 se překvapivě vrátil do nejvyšší soutěže, kde nastupoval za 1.FK Příbram. Ve 24 zápasech nastřílel čtyři góly a na jeden přihrál. V srpnu 2020 však oznámil konec profesionální kariéry, protože se rozhodl věnovat trénování a hraní na nižší klubové úrovni.

### Klubové statistiky
Aktuální k 21. 12. 2014
| Sezona  | Klub                 | Soutěž        | Zápasy | Góly |
| ------- | -------------------- | ------------- | ------ | ---- |
| 2001/02 | FK Marila Příbram    | 1. liga       | 19     | 0    |
|         | FC Slovan Liberec    | 1. liga       | 2      | 0    |
| 2002/03 | FC Slovan Liberec    | 1. liga       | 23     | 1    |
| 2003/04 | FC Slovan Liberec    | 1. liga       | 24     | 4    |
| 2004/05 | FC Slovan Liberec    | 1. liga       | 28     | 7    |
| 2005/06 | AC Sparta Praha      | 1. liga       | 16     | 2    |
| 2006/07 | AC Sparta Praha      | 1. liga       | 0      | 0    |
| 2007/08 | AC Sparta Praha      | 1. liga       | 24     | 12   |
| 2008/09 | AC Sparta Praha      | 1. liga       | 15     | 5    |
|         | Dinamo Záhřeb        | Prva HNL      | 9      | 6    |
| 2009/10 | Dinamo Záhřeb        | Prva HNL      | 15     | 4    |
| 2010/11 | Dinamo Záhřeb        | Prva HNL      | 3      | 1    |
|         | SpVgg Greuther Fürth | 2. Bundesliga | 7      | 0    |
| 2011/12 | AC Sparta Praha      | 1. liga       | 7      | 2    |
| 2012/13 | AC Sparta Praha B    |               |        |      |
| 2013/14 | 1. FK Příbram        | 1. liga       | 6      | 0    |
| 2014/15 | 1. FK Příbram        | 1. liga       | 4      | 0    |
| 2014    | FC Goa               | ISL           | 10     | 5    |

## Reprezentační kariéra
Miroslav Slepička působil v mládežnických reprezentačních výběrech České republiky U20 a U21.

V českém reprezentačním A-mužstvu odehrál jen dvě kvalifikační utkání na MS 2010 v JAR v roce 2008 proti Polsku (porážka 1:2) a Severnímu Irsku (remíza 0:0).

### Reprezentační zápasy a góly
Zápasy Miroslava Slepičky v české reprezentaci do 21 let 
| Rok    | Zápasy | Góly |
| ------ | ------ | ---- |
| 2002   | 5      | 0    |
| 2003   | 12     | 1    |
| Celkem | 17     | 1    |

Góly Miroslava Slepičky v české reprezentaci do 21 let 
| Gól | Datum      | Stadion                        | Soupeř   | Skóre (min.) | Výsledek | Soutěž                      |
| --- | ---------- | ------------------------------ | -------- | ------------ | -------- | --------------------------- |
| 010 | 1. 4. 2003 | Stadion U Nisy, Liberec, Česko | Rakousko | 03:10 (90.)  | 3:1      | kvalifikace na ME „21“ 2004 |